# 15030 Метьюкролл
15030 Метьюкролл (15030 Matthewkroll) — астероїд головного поясу, відкритий 10 листопада 1998 року.
Тіссеранів параметр щодо Юпітера — 3,386.